# Erica turmalis
Erica turmalis är en ljungväxtart som beskrevs av Richard Anthony Salisbury. Erica turmalis ingår i släktet klockljungssläktet, och familjen ljungväxter. Inga underarter finns listade i Catalogue of Life.